# 藤原量子
藤原 量子（ふじわら の かずこ、応安2年/正平24年（1369年） - 応永13年5月15日（1406年6月1日）は、室町時代前期の女性。室町幕府第3代将軍・足利義満の側室。同第4代将軍・足利義持と同第6代将軍・足利義教らの叔母。

## 生涯
父は三宝院の安芸判眼で、義持や義教の生母である藤原慶子の妹に当たる。応永13年（1406年）5月、足利義満と共に唐船を見るために兵庫に向かったが、5月15日に播磨室（現在の兵庫県揖保郡）で死去した。享年38。法号は円照院勝林浄殊禅定尼。義満は量子の死に思うところがあったためか、五旬の精進をなし、慶子・量子姉妹のために美濃座倉郷を等持院に寄進した。また量子には従三位が贈られた。
義満との間には1男1女が生まれている。ただ男子に関しては『迎陽記』では応永5年（1398年）の時点で5歳（満4歳）であったとされており、義満の男子で応永元年（1394年）生まれの男子は義教と義嗣であるが、彼らはいずれも生母は量子と違うため、誰の事を差すのか不明である。女児（大慈院聖紹か?）に関しては応永3年（1396年）に生まれ、大慈院に入ったとされ、享徳2年7月26日（1453年8月30日）に58歳で死去したとされる（『康富記』）。